# Abby Lynn
Die Abby-Lynn-Saga ist eine fünfteilige Romanreihe von Rainer Maria Schröder, die sich an Jugendliche ab 12 Jahren richtet. Sie beginnt im frühen neunzehnten Jahrhundert in London (1804). Die Bücher erschienen ab 1989 in Deutschland im Bertelsmann-Verlag (mittlerweile Verlagsgruppe Random House).

## Handlung
Abby Lynn wird im Alter von 14 Jahren in einen Taschendiebstahl verwickelt und zu sieben Jahren Zwangsarbeit in New South Wales verurteilt. Doch sie hat Glück und lernt auf der Reise die wegen Mordes ebenfalls verurteilte Rachel sowie die freundliche Farmerfamilie Chandler kennen, bei der sie auf der Farm Yulara arbeiten darf.
Sie verliebt sich in Andrew, den jüngsten Sohn der Familie, und heiratet ihn. Doch dann passiert ein Unglück: Abby wird überfallen und ins Hinterland verschleppt. Andrew beginnt eine verzweifelte Suche, denn er glaubt nicht, dass Abby tot ist. Er findet sie schließlich bei den Aborigines, und die beiden kehren nach Yulara zurück. Doch kaum angekommen, müssen sie sich schon wieder trennen: Andrews Vater ist wegen „Rebellion“ gegen die korrupte Obrigkeit erschossen worden, und Andrews Bruder Melvin wird als politisch Involvierter gesucht.
Abby wird der Kollaboration mit ihm beschuldigt und trotz fortgeschrittener Schwangerschaft in Sydney in Haft genommen. Zu allem Überfluss ist die Gefängnisaufseherin ausgerechnet Abbys Todfeindin Cleo, die sie wie Rachel auf der Reise nach Australien kennengelernt hat. Die dem Alkohol verfallene und vollkommen bösartige Cleo peinigt Abby, wo sie nur kann, und will sogar deren Kind an ein Freudenhaus verkaufen.
Trotzdem kann Abby sich auf Andrew und ihre Freunde verlassen; unter Mithilfe Rachels entkommt sie mit ihrem Kind der erneuten Verurteilung. Sie und Andrew beschließen, sich mit ihrem Sohn Jonathan einem Siedlertreck anzuschließen und die Kolonie zu verlassen. Cleo schwört jedoch Rache und heftet sich mit einem Trupp Soldaten an Abbys Fersen. Als die Siedler nach vielen Strapazen und Abenteuern endlich einen geeigneten Ort für ihre Niederlassung (Frangipani Valley) finden, werden sie von den Soldaten aufgespürt. Abby und Andrew werden in Ketten gelegt und nach Sydney zurückgebracht. Dort wartet schon Melvin auf sie – er hat es geschafft, die korrupte Regierung mithilfe der britischen Krone endlich zu stürzen.
Der neu eingesetzte Gouverneur ist bereit, den illegalen Siedlertreck nachträglich zu genehmigen, wenn die Siedler sich in einer Petition zu ihrem Unrecht bekennen. Abbys Erzfeindin Cleo schafft es jedoch, dem Gouverneur eine gefälschte Petition zuzuspielen und so werden die Siedler aus dem Frangipani Valley vertrieben. Die Farm von Abby und Andrew wird dabei ausgerechnet zwei der ihnen verhassten ehemaligen Mitgliedern der korrupten Regierung, Danesfield und Grenville, zugeteilt. Es kommt zu Auseinandersetzungen, bei denen Abby stürzt und infolgedessen ihr zweites Kind verliert. Rasend vor Wut stürzte Andrew sich unbewaffnet auf Danesfield, der Abbys Sturz verursacht hatte, welcher sich im Gerangel versehentlich erschießt. In Sydney wird er zu 30 Monaten Sträflingsarbeit auf der brutalen Norfolkinsel verurteilt. Daraufhin versinkt Abby in Depressionen und versucht gar Selbstmord, entscheidet sich dann aber, ihren Sohn nicht im Stich zu lassen.

## Historische Bezüge
Die Handlung der Romane spielt zwischen den Jahren 1804 und 1810. Es findet sich in den Romanen z. B. eine Beschreibung der Gefangenenschiffe oder der Umstände, unter denen die Sträflinge in einer Korbflechterei arbeiten mussten. Auch die Rum-Rebellion unter William Bligh, der zu der Zeit Gouverneur in New South Wales war, wird von den Protagonisten miterlebt. Der fiktive Melvin Chandler, Bruder von Andrew, gehört zu den Händlern und Kaufleuten, die versuchen, einen regulären Rum-Handel für ihr Land zu erstreiten.

## Resonanz
1988 wurde Schröder für Abby-Lynn – Verbannt ans Ende der Welt mit dem Friedrich-Gerstäcker-Preis ausgezeichnet. Rainer Maria Schröders Bücher sind in 10 verschiedenen Sprachen veröffentlicht worden; die Bücher wurden auch in Hörbücher umgesetzt.

## Ausgaben
- Abby Lynn – Verbannt ans Ende der Welt. cbt, München 2002, ISBN 3-570-30098-6 (Band 1 der Saga).
- Abby Lynn – Verschollen in der Wildnis. cbt, München 2002, ISBN 3-570-30099-4 (Band 2).
- Abby Lynn – Verraten und verfolgt. cbt, München 2003, ISBN 3-570-30224-5 (Band 3 der Saga).
- Abby Lynn – Verborgen im Niemandsland. Cbj, München 2004, ISBN 3-570-12646-3 (Band 4 der Saga).
- Abby Lynn – Verlorenes Paradies. Cbj, München 2014, ISBN 978-3-570-40236-8 (Band 5 der Saga).